# 艾奧斯科鎮區 (明尼蘇達州沃西卡縣)
艾奧斯科鎮區（英語：Iosco Township）是位於美國明尼蘇達州沃西卡縣的一個行政鎮區，於1858年設立。

## 地方資料
艾奧斯科鎮區的面積為92.83平方千米，當中陸地面積為91.04平方千米，而水域面積為1.79平方千米。根據2020年美國人口普查的數據，當地共有人口544人，而人口密度為每平方千米5.86人。